# عزيز لو (تشهاردانغة)
عزیز لو (بالفارسية: عزیزلو) هي قرية تقع في إيران في قسم تشهاردانغة الریفي. يقدر عدد سكانها بـ 185 نسمة.